# Царівка (Щастинський район)
Царі́вка — село в Україні, у Новоайдарській селищній громаді Щастинського району Луганської області. Населення становить 378 осіб.

## Географія
Селом тече Балка Коренева і впадає у річку Айдар.

## Населення
За даними перепису 2001 року населення села становило 378 осіб, з них 67,99 % зазначили рідною українську мову, 31,75 % — російську, а 0,26 — іншу.

## Відомі уродженці
- Дьяченко Михайло Петрович — радянський військовик, в роки Другої світової війни — старшина кулеметної роти мотострілецького батальйону 14-ї гвардійської механізованої бригади 4-го гвардійського механізованого корпусу, гвардії старшина, повний кавалер ордена Слави.
- Запорожець Олександр Іванович — радянський політпрацівник.